# Ėl'vira Herman
Ėl'vira Uladzimiraŭna Herman, accreditata come Elvira Herman dalla World Athletics (in bielorusso Эльвира Уладзіміраўна Герман?; Pinsk, 9 gennaio 1997), è un'ostacolista bielorussa, campionessa europea dei 100 metri ostacoli a Berlino 2018.

## Palmarès
| Anno | Manifestazione      | Sede       | Evento   | Risultato  | Prestazione | Note                                                           |
| ---- | ------------------- | ---------- | -------- | ---------- | ----------- | -------------------------------------------------------------- |
| 2014 | Olimpiadi giovanili | Nanchino   | 100 m hs | Argento    | 13"38       |                                                                |
| 2015 | Europei juniores    | Eskilstuna | 100 m hs | Oro        | 13"15       |                                                                |
| 2016 | Europei             | Amsterdam  | 100 m hs | Semifinale | 13"18       |                                                                |
| 2016 | Mondiali under 20   | Bydgoszcz  | 100 m hs | Oro        | 12"85       | Record dei campionati · Miglior prestazione nazionale under 20 |
| 2017 | Europei indoor      | Belgrado   | 60 m hs  | Semifinale | 8"57        |                                                                |
| 2017 | Europei under 23    | Bydgoszcz  | 100 m hs | Argento    | 12"95       |                                                                |
| 2017 | Mondiali            | Londra     | 100 m hs | Semifinale | 13"16       |                                                                |
| 2017 | Universiadi         | Taipei     | 100 m hs | Argento    | 13"17       |                                                                |
| 2018 | Mondiali indoor     | Birmingham | 60 m hs  | Semifinale | 8"06        |                                                                |
| 2018 | Europei             | Berlino    | 100 m hs | Oro        | 12"67       |                                                                |
| 2019 | Europei indoor      | Glasgow    | 60 m hs  | Bronzo     | 8"00        |                                                                |
| 2019 | Europei under 23    | Gävle      | 100 m hs | Oro        | 12"70       | Miglior prestazione personale stagionale                       |
| 2019 | Mondiali            | Doha       | 100 m hs | Semifinale | 12"78       |                                                                |
| 2021 | Europei indoor      | Toruń      | 60 m hs  | Semifinale | 8"07        |                                                                |
| 2021 | Giochi olimpici     | Tokyo      | 100 m hs | Semifinale | 12"71       |                                                                |
| 2021 | Giochi olimpici     | Tokyo      | 4×400 m  | Batteria   | 3'33"00     |                                                                |

## Riconoscimenti
- Atleta europea emergente dell'anno (2018)